# Adacna
Adacna is een geslacht van tweekleppigen uit de familie van de Cardiidae.
Er zijn de volgende soorten beschreven:
- A. laeviuscula
- A. vitrea